# Oberpreilipp
Oberpreilipp ist ein Ortsteil der Stadt Rudolstadt im Landkreis Saalfeld-Rudolstadt in Thüringen.

## Geografie
Oberpreilipp liegt östlich der Saale am Fuß des Weinberges nahe der Saale. Über Ortsverbindungsstraßen können die Bürger in Schwarza oder Cumbach über Brücken die Saale überqueren. Das Gelände der rechtsseitigen Saaleaue wird meist als Grünland bewirtschaftet. Südöstlich überragt der bewaldete Kulm die Landschaft und auch der Weinberg als Vorberg des Kulm. Die landwirtschaftlichen Nutzflächen sind nicht nur eben, sondern mit Beginn der Hanglagen kupiert.

## Geschichte
Im Dezember 1074 wurde der Ort erstmals in einer Urkunde erwähnt. Die Gegend der Preilipp Orte war zeitig besiedelt. Der Weinberg bei Oberpreilipp ist der Vorberg des Kulms. Von da aus ist ein weiter Blick in das Land, besonders in die Saaleaue. Hier war eine befestigte Höhensiedlung, von der Funde aus der Urnenfelderzeit und beginnenden Eisenzeit geborgen wurden. Neben der Landwirtschaft spielte der Wein- und Gemüsebau eine Rolle. Von 1991 bis 1996 gehörte der Ort zur Verwaltungsgemeinschaft Uhlstädt. Am 1. Januar 1997 wurde der Ort nach Rudolstadt eingemeindet.

## Sehenswürdigkeiten
- Kirche St. Veit (Oberpreilipp)

## Sonstiges
- Schlosskulm ist ein beliebtes Wanderziel
- Eine Orgelbaufirma ist im Ort angesiedelt
- Das Saalekraftwerk in Unterpreilipp liefert an 2500 Haushalte Elektroenergie